# The Terror of Tiny Town
The Terror of Tiny Town es una película de 1938, producida por Jed Buell, dirigida por Sam Newfield y protagonizada por Bill Curtis. Es el único western en el que todos los actores son enanos. El guion trata de un vaquero que ayuda a una ranchera amenazada por los bandidos locales. Sobre la base de este guion convencional se suceden gags como la entrada de los vaqueros en el saloon pasando bajo las puertas y los trotes a lomos de ponis cuidando de terneras. Muchos actores del reparto eran parte de una troupe llamada Jed Buell's Midgets, que habían representado los papeles de los munchkins en El mago de Oz, de 1939.

## Influencias culturales
En las siguientes obras se usaron partes del metraje:
- El vídeo de Dead Kennedys de Rawhide (del álbum In God We Trust, Inc)
- El vídeo musical de Hal Ketchum para Small Town Saturday Night (del álbum Past The Point of Rescue)
- De fondo en una escena de la película Johnny Suede donde Brad Pitt (en uno de sus primeros papeles) habla con entusiasmo de la película con su amigo. (mentiras)

En 1986, The Terror of Tiny Town apareció en un episodio del Canned Film Festival, una serie de sátiras de serie B con Laraine Newman.
En 1988, la banda de punk rock Adrenalin O.D. grabó una canción titulada Theme From An Imaginary Midget Western, un homenaje a esta película y al tema Theme From An Imaginary Western de la banda Mountain.
La película se menciona en The Snarkout Boys and the Baconburg Horror, un libro de Daniel Pinkwater, como una de las películas proyectadas en el Snark Theater.
La película se menciona en un episodio de M*A*S*H.